# Piscina de combustible nuclear gastado

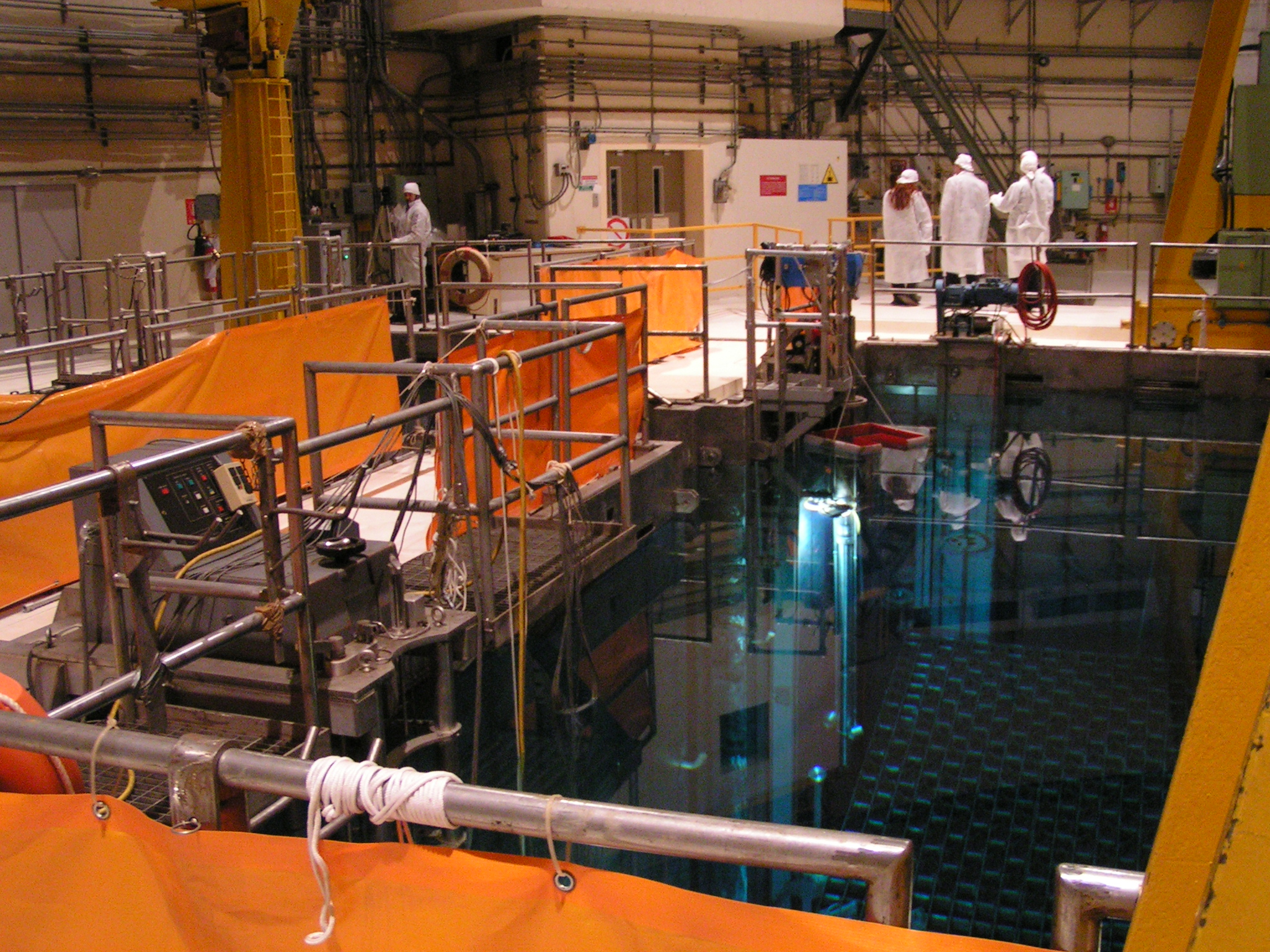
Ejemplo de una piscina de combustible gastado de la central nuclear de Caorso (desmantelada). Este grupo no contiene grandes cantidades de material.

Las piscinas de combustible gastado son piscinas de almacenamiento para combustible gastado de reactores nucleares. Habitualmente tienen unos 12 metros de profundidad, con los últimos 4 metros equipado con bastidores de almacenamiento diseñados para mantener los conjuntos de combustible retirados de los reactores. La piscina local de un reactor está especialmente diseñada para el reactor en el que se usó el combustible y está situada en la planta del reactor. Tales piscinas se usan para el "enfriamiento" inmediato de las barras de combustible, lo que permite que los isótopos de corta vida se descompongan y, por lo tanto, reducen la radiación ionizante que emana de las barras. El agua enfría el combustible y proporciona protección radiológica que evita su radiación. 
Las piscinas también existen en sitios lejos de los reactores, para almacenamiento a largo plazo, como la Instalación Independiente de Almacenamiento de Combustible Gastado (ISFSI), ubicada en la Operación Morris, o como un amortiguador de producción durante 10 a 20 años antes de ser enviado para reprocesamiento o almacenamiento en contenedores secos. 
A pesar de que con 6 metros de profundidad es suficiente para mantener los niveles de radiación por debajo de los niveles aceptables, la profundidad adicional proporciona un margen de seguridad y permite manipular los conjuntos de combustible sin blindaje especial para proteger a los operadores. 

## Operación

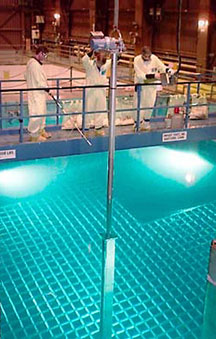
Piscina de combustible gastado.

Aproximadamente un cuarto a un tercio de la carga total de combustible de un reactor se retira del núcleo cada 12 a 24 meses y se reemplaza con combustible nuevo. Las barras de combustible gastadas generan calor intenso y radiaciones peligrosas que deben ser contenidas. El combustible se extrae del reactor y se manipula en la piscina generalmente mediante sistemas de manipulación automatizados, aunque todavía se emplean algunos sistemas manuales. Los paquetes de combustible recién salidos del núcleo normalmente se segregan durante varios meses para el enfriamiento inicial antes de ser clasificados en otras partes de la piscina para esperar la eliminación final. Las rejillas de metal mantienen el combustible en posiciones controladas para protección física y para facilitar el seguimiento y la reorganización. Los bastidores de alta densidad también incorporan boro-10, a menudo como carburo de boro (Metamic, Boraflex, Boral, Tetrabor y Carborundum) u otro material absorbente de neutrones para garantizar la subcriticidad. La calidad del agua está estrictamente controlada para evitar que el combustible o su revestimiento se degrade. La regulación actual en los Estados Unidos permiten reorganizar las barras gastadas para que se pueda lograr la máxima eficiencia de almacenamiento.

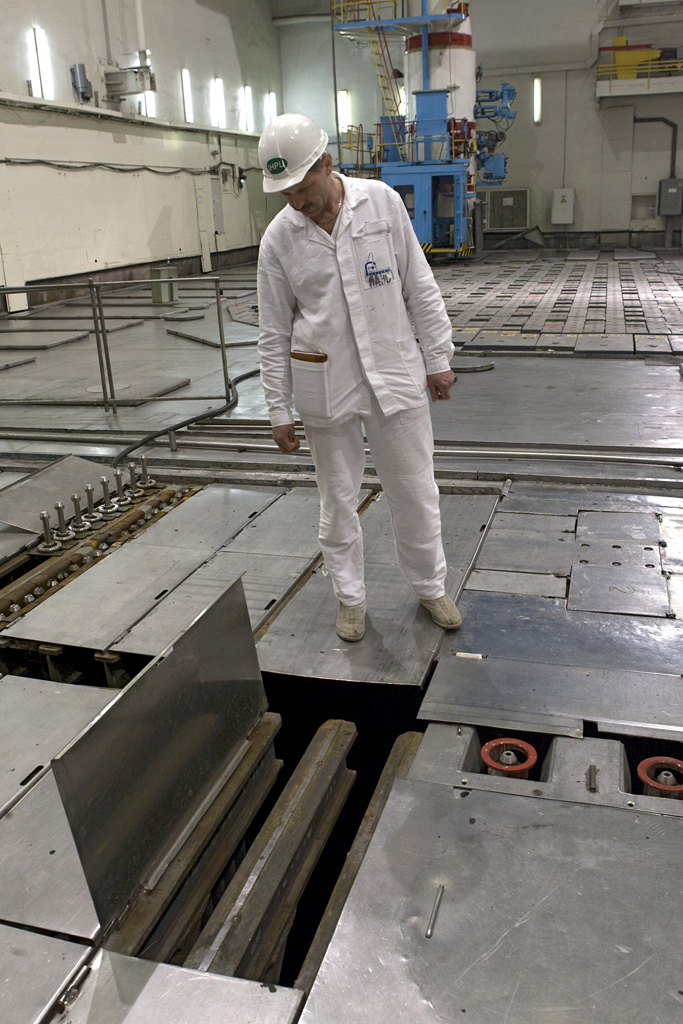
Trabajador examina una piscina para almacenar barras de combustible gastado en la central nuclear de Leningrado en Sosnovy Bor.

La temperatura máxima de los paquetes de combustible gastado disminuye significativamente entre 2 y 4 años, y algo menos de 4 a 6 años. El agua de la piscina de combustible se enfría continuamente para eliminar el calor producido por los conjuntos de combustible gastado. Las bombas hacen circular el agua desde la piscina de combustible gastado a los intercambiadores de calor, luego regresan a la piscina de combustible gastado. La temperatura del agua en condiciones normales de funcionamiento se mantiene por debajo de 50 °C. La radiolisis, la disociación de las moléculas por radiación, es particularmente preocupante en el almacenamiento húmedo, ya que el agua puede dividirse por radiación residual y el gas hidrógeno puede acumularse aumentando el riesgo de explosiones. Por esta razón, el aire en la habitación de las piscinas, así como el agua, deben ser monitorizados y tratados continuamente.

## Otras posibles configuraciones
En lugar de administrar el inventario de la piscina para minimizar la posibilidad de una actividad de fisión continua, China está construyendo un reactor nuclear de 200 MWt para que funcione con combustible usado de las centrales nucleares para generar calor de proceso para la calefacción y desalinización. Esencialmente un SFP que funciona como un reactor de tipo piscina profunda; funcionará a presión atmosférica, lo que reducirá los requisitos de ingeniería para la seguridad.
Otra investigación prevé un reactor de baja potencia similar que utiliza combustible gastado, en lugar de limitar la producción de hidrógeno por radiolisis, se fomenta mediante la adición de catalizadores y captadores de iones al agua de refrigeración. Este hidrógeno se eliminaría para usarlo como combustible.

## Riesgos
Se ha observado que los materiales absorbentes de neutrones en las piscinas de combustible gastado se degradan severamente con el tiempo, reduciendo los márgenes de seguridad para mantener la subcriticidad; Además, se ha demostrado que la técnica de medición in situ utilizada para evaluar estos absorbedores de neutrones (Medidor de densidad de área de boro para bastidores de evaluación, o BADGER) tiene un grado desconocido de incertidumbre.
Si se produce una interrupción prolongada del enfriamiento debido a situaciones de emergencia, el agua en las piscinas de combustible gastado puede evaporarse, lo que puede provocar la liberación de elementos radiactivos a la atmósfera.
En el terremoto de magnitud 9 que azotó las plantas nucleares de Fukushima en marzo de 2011, tres de las piscinas de combustible gastado estaban en edificios que perdieron el techo y se vio que emitían vapor de agua. La Comisión Reguladora Nuclear de Estados Unidos declaró erróneamente que la piscina en el reactor 4 había hervido en seco; esto fue negado en ese momento por los japoneses y resultó incorrecto en la inspección y el examen de datos posteriores.
Según los especialistas en seguridad de la planta nuclear, las posibilidades de criticidad en una piscina de combustible gastado son muy pequeñas, generalmente evitadas por la dispersión de los conjuntos de combustible, la inclusión de un absorbedor de neutrones en los estantes de almacenamiento y, en general, por el hecho de que el combustible gastado también baja un nivel de enriquecimiento para autosustentar una reacción de fisión. También afirman que si el agua que cubre el combustible gastado se evapora, no hay ningún elemento que permita una reacción en cadena al moderar los neutrones.
Según el Dr. Kevin Crowley, de la Junta de Estudios Nucleares y de Radiación, «los ataques terroristas exitosos en piscinas de combustible gastado, aunque difíciles, son posibles. Si un ataque conduce a un fuego de revestimiento de circonio que se propaga, podría provocar la liberación de grandes cantidades de material radiactivo». Después de los ataques del 11 de septiembre de 2001, la Comisión de Regulación Nuclear exigió que las plantas nucleares estadounidenses «protejan con gran seguridad» contra amenazas específicas que involucran ciertos números y capacidades de los asaltantes. Las plantas también debían «aumentar el número de oficiales de seguridad» y mejorar los «controles de acceso a las instalaciones». 